# David Charlebois
David Michael Charlebois (1962. augusztus 29. - 2001. szeptember 11.) amerikai kereskedelmi pilóta volt. A 2001. szeptember 11-ei terrortámadások idején Charlebois volt az American Airlines Pentagonba vezetett 77-es járatának elsőtisztje.

## Élete
Charlebois Marokkóban született, gyermekkorát Párizsban és Arlingtonban töltötte. Halálakor Washingtonban élt. 1980-ban végzett a Yorktown High Schoolban. A Daytona Beach-i repülési egyetemre (Embry-Riddle Aeronautical University) járt, ahol 1984-ben végzett. Vállalati pilótaként dolgozott több észak-karolinai vállalatnál, majd 1988-ban kereskedelmi pilóta lett a US Airnél, majd 1991-től az American Airlinesnál. Utolsó szolgálata során az American Airlines 77-es járatán teljesített szolgálatot, melyet terroristák eltérítettek és Charleboist a személyzet többi tagjával együtt a gép hátsó felébe zártak. A repülőgép a Pentagonba csapódott be, megölve ezzel a gép teljes legénységét és az összes utasát a gépeltérítőkkel együtt.

## Családja
David Charlebois apja, Roland Charlebois, tartalékos alezredes volt a légierőnél. Korábban a szárazföldi hadseregben szolgált a második világháborúban, ahol kínaiul is megtanult. A háború után egy ideig francia- és latintanárként dolgozott, majd 1954-től a CIA-nál helyezkedett el, és a család hosszú időt töltött külföldön. Roland Chalebois kilenc évvel élte túl fiát.
David Charlebois anyja, Vivienne Audette Charlebois, szintén teljesített katonai szolgálatot: a tengerészgyalogságnál zászlósi rangban szolgált. 2014-ben hunyt el. A pár 63 évig élt házasságban. Mindkettejüket az Arlingtoni Nemzeti Temetőben helyezték örök nyugalomra.
Charlebois-nak két testvére volt: bátyja, Donald, és nővére, Denise.
Charlebois meleg volt. Élettársával, Tom Hayjel, 1988-ban ismerkedtek meg. A pár Washington Dupont Circle nevű városrészében élt, amely az 1990-es években (de bizonyos mértékig később is) a fővárosi meleg kultúra központja volt.

## Emlékezete
Charlebois neve szerepel az Steven F. Udvar-Hazy Center nevű, Washington melletti repülési múzeum emlékfalán. A múzeum honlapján életrajza is olvasható.
A National Gay Pilots Association (Meleg Pilóták Nemzeti Szövetsége) ösztöndíjat alapított Charlebois emlékére, a kiemelkedő szolgálatot és vezetői képességet tanúsító pilótanövendékek számára.